# Prusy-Boškůvky
Prusy-Boškůvky – miejscowość i gmina (obec) w Czechach, w kraju południowomorawskim, w powiecie Vyškov. W 2022 roku liczyła 660 mieszkańców.